# Critics' Choice Award al miglior film straniero
Il Critics' Choice Award al miglior film straniero (Critics' Choice Movie Award for Best Foreign Language Film) è un premio cinematografico assegnato annualmente nel corso dei Critics' Choice Awards (in precedenza noti anche come Critics' Choice Movie Awards).

## Vincitori e candidati
I vincitori sono indicati in grassetto.

### Anni 1990
- 1996: Il postino, regia di Michael Radford • Italia, Francia, Belgio
- 1997
  - Ridicule, regia di Patrice Leconte • Francia
  - Il buio nella mente (La cérémonie), regia di Claude Chabrol • Francia/Germania
- 1998: Vuoi ballare? - Shall We Dance? (Shall we dansu?), regia di Masayuki Suo • Giappone
- 1999: La vita è bella, regia di Roberto Benigni • Italia

### Anni 2000
- 2000: Tutto su mia madre (Todo sobre mi madre), regia di Pedro Almodóvar • Spagna/Francia
- 2001: La tigre e il dragone (Wòhǔ Cánglóng), regia di Ang Lee • Cina, Hong Kong, Taiwan
- 2002
  - Il favoloso mondo di Amélie (Le Fabuleux Destin d'Amélie Poulain), regia di Jean-Pierre Jeunet • Francia/Germania
  - In the Mood for Love (Huāyàng niánhuá / Faa yeung nin wa), regia di Wong Kar-wai • Hong Kong/Cina
  - No Man's Land (Ničija zemlja), regia di Danis Tanović • Bosnia ed Erzegovina
- 2003
  - Y tu mamá también - Anche tua madre (Y tu mamá también), regia di Alfonso Cuarón • Messico
  - Monsoon Wedding - Matrimonio indiano (Monsoon Wedding), regia di Mira Nair • India
  - Parla con lei (Hable con ella), regia di Pedro Almodóvar • Spagna
- 2004
  - Le invasioni barbariche (Les Invasions barbares), regia di Denys Arcand • Canada/Francia
  - City of God (Cidade de Deus), regia di Fernando Meirelles e Kátia Lund • Brasile, Francia, USA
  - Swimming Pool, regia di François Ozon • Francia/Gran Bretagna
- 2005
  - Mare dentro (Mar adentro), regia di Alejandro Amenábar • Spagna, Francia, Italia
  - La foresta dei pugnali volanti (Shí miàn mái fú), regia di Zhang Yimou • Cina
  - Maria Full of Grace (Maria, llena eres de gracia), regia di Joshua Marston • Colombia, Ecuador, USA
  - I diari della motocicletta (Diarios de motocicleta), regia di Walter Salles • Argentina, Cile, Perù, USA, Gran Bretagna, Francia
  - Una lunga domenica di passioni (Un long dimanche de fiançailles), regia di Jean-Pierre Jeunet • Francia
- 2006
  - Kung Fusion (Kung Fu Hustle), regia di Stephen Chow • Cina/Hong Kong
  - 2046, regia di Wong Kar-wai • Hong Kong
  - Niente da nascondere (Caché), regia di Michael Haneke • Francia, Austria, Germania, Italia
  - Old Boy (Oldeuboi), regia di Park Chan-wook, • Corea del Sud
  - Paradise Now, regia di Hany Abu-Assad • Palestina
- 2007
  - Lettere da Iwo Jima (Letters from Iwo Jima), regia di Clint Eastwood • Giappone/USA
  - Apocalypto, regia di Mel Gibson • USA
  - Days of Glory (Indigènes), regia di Rachid Bouchareb • Francia, Belgio, Algeria, Marocco, Italia
  - Il labirinto del fauno (El laberinto del fauno), regia di Guillermo del Toro • Messico, Spagna, USA
  - Volver - Tornare (Volver), regia di Pedro Almodóvar • Spagna
  - Water - Il coraggio di amare (Water), regia di Deepa Mehta • Canada / India
- 2008
  - Lo scafandro e la farfalla (Le scaphandre et le papillon), regia di Julian Schnabel • Francia/USA
  - Lussuria - Seduzione e tradimento (Sè, jiè), regia di Ang Lee • Taiwan/Hong Kong
  - La vie en rose (La Môme), regia di Olivier Dahan • Francia, Gran Bretagna, Repubblica Ceca
  - 4 mesi, 3 settimane, 2 giorni (4 luni, 3 săptămâni şi 2 zile), regia di Cristian Mungiu • Romania
  - The Orphanage (El Orfanato), regia di Juan Antonio Bayona • Messico/Spagna
- 2009
  - Valzer con Bashir (Vals im Bashir), regia di Ari Folman • Israele, Germania, Francia
  - Racconto di Natale (Un conte de Noël), regia di Arnaud Desplechin • Francia
  - Gomorra, regia di Matteo Garrone • Italia
  - Ti amerò sempre (Il y a longtemps que je t'aime), regia di Philippe Claudel • Francia/Germania
  - Lasciami entrare (Låt den rätte komma in), regia di Tomas Alfredson • Svezia
  - Mongol (Монгол), regia di Sergej Vladimirovič Bodrov • Kazakistan, Russia, Germania, Mongolia

### Anni 2010
- 2010
  - Gli abbracci spezzati (Los abrazos rotos), regia di Pedro Almodóvar • Spagna
  - Coco avant Chanel - L'amore prima del mito (Coco avant Chanel), regia di Anne Fontaine • Francia/Belgio
  - La battaglia dei tre regni (Chi bi), regia di John Woo • Cina
  - Sin Nombre, regia di Cary Fukunaga • Messico/USA
  - Il nastro bianco (Das weiße Band - Eine deutsche Kindergeschichte), regia di Michael Haneke • Austria, Germania, Francia, Italia
- 2011
  - Uomini che odiano le donne (Män som hatar kvinnor), regia di Niels Arden Oplev • Svezia/Danimarca
  - Biutiful, regia di Alejandro González Iñárritu • Messico/Spagna
  - Io sono l'amore, regia di Luca Guadagnino • Italia
- 2012
  - Una separazione (Jodāyi-e Nāder az Simin), regia di Asghar Farhadi • Iran
  - In Darkness (W ciemności), regia di Agnieszka Holland • Polonia, Germania, Canada
  - Miracolo a Le Havre (Le Havre), regia di Aki Kaurismäki • Finlandia, Francia, Germania
  - La pelle che abito (La piel que habito), regia di Pedro Almodóvar • Spagna
  - E ora dove andiamo? (Et maintenant, on va où?), regia di Nadine Labaki • Francia, Libano, Egitto, Italia
- 2013
  - Amour, regia di Michael Haneke • Austria, Francia, Germania
  - Quasi amici - Intouchables (Intouchables), regia di Olivier Nakache e Éric Toledano • Francia
  - Royal Affair (En kongelig affære), regia di Nikolaj Arcel • Danimarca, Svezia, Repubblica Ceca
  - Un sapore di ruggine e ossa (De rouille et d'os), regia di Jacques Audiard • Francia/Belgio
- 2014
  - La vita di Adele (La Vie d'Adèle – Chapitres 1 & 2), regia di Abdellatif Kechiche • Francia
  - La grande bellezza, regia di Paolo Sorrentino • Italia/Francia
  - Il sospetto (Jagten), regia di Thomas Vinterberg • Danimarca
  - Il passato (Le passé), regia di Asghar Farhadi • Francia, Iran, Italia
  - La bicicletta verde (Wadjda), regia di Haifaa Al-Mansour • Arabia Saudita
- 2015
  - Forza maggiore (Turist), regia di Ruben Östlund • Svezia, Norvegia, Danimarca
  - Ida, regia di Paweł Pawlikowski • Polonia/Danimarca
  - Leviathan (Leviafan), regia di Andrej Zvjagincev • Russia
  - Due giorni, una notte (Deux jours, une nuit), regia di Jean-Pierre e Luc Dardenne • Francia, Belgio, Italia
  - Storie pazzesche (Relatos salvajes), regia di Damián Szifrón • Argentina
- 2016 (Gennaio)
  - Il figlio di Saul (Saul fia), regia di László Nemes • Ungheria
  - The Assassin (Nie Yinniang / 聂隐娘), regia di Hou Hsiao-hsien • Taiwan/Hong Kong
  - È arrivata mia figlia! (Que Horas Ela Volta?), regia di Anna Muylaert • Brasile
  - Goodnight Mommy (Ich seh, Ich seh), regia di Severin Fiala e Veronika Franz • Austria
  - Mustang, regia di Deniz Gamze Ergüven • Turchia, Francia, Germania, Qatar
- 2016 (Dicembre)
  - Elle, regia di Paul Verhoeven • Francia, Belgio, Germania
  - Il cliente (Forušande), regia di Asghar Farhadi • Iran
  - Julieta, regia di Pedro Almodóvar • Spagna
  - Mademoiselle (Agassi), regia di Park Chan-wook • Corea del Sud
  - Neruda, regia di Pablo Larraín • Argentina, Cile, Spagna, Francia
  - Vi presento Toni Erdmann (Toni Erdmann), regia di Maren Ade • Germania, Austria, Romania, Svizzera
- 2018
  - Oltre la notte (Aus dem Nichts), regia di Fatih Akın • Germania
  - 120 battiti al minuto (120 battements par minute), regia di Robin Campillo • Francia
  - Una donna fantastica (Una mujer fantástica), regia di Sebastián Lelio • Cile, Spagna, Germania, USA
  - Per primo hanno ucciso mio padre (First They Killed My Father), regia di Angelina Jolie • Cambogia/USA
  - The Square, regia di Ruben Östlund • Svezia, Germania, Francia, Danimarca, USA
  - Thelma, regia di Joachim Trier • Norvegia, Francia, Danimarca, Svezia
- 2019
  - Roma, regia di Alfonso Cuarón • Messico
  - Burning (버닝), regia di Lee Chang-dong • Corea del Sud
  - Cafarnao - Caos e miracoli, regia di Nadine Labaki • Libano
  - Cold War, regia di Paweł Pawlikowski • Polonia
  - Un affare di famiglia (万引き家族), regia di Hirokazu Kore-eda • Giappone

### Anni 2020
- 2020
  - Parasite (Gisaenchung), regia di Bong Joon-ho • Corea del Sud
  - Atlantique, regia di Mati Diop • Senegal
  - Dolor y gloria, regia di Pedro Almodóvar • Spagna
  - I miserabili (Les Misérables), regia di Ladj Ly • Francia
  - Ritratto della giovane in fiamme (Portrait de la jeune fille en feu), regia di Céline Sciamma • Francia
- 2021
  - Minari, regia di Lee Isaac Chung • Stati Uniti d'America
  - Un altro giro (Druk), regia di Thomas Vinterberg • Danimarca, Svezia, Paesi Bassi
  - Collective (Colectiv), regia di Alexander Nanau • Romania, Lussemburgo
  - La llorona, regia di Jayro Bustamante • Guatemala, Francia
  - La vita davanti a sé, regia di Edoardo Ponti • Italia
  - Due (Deux), regia di Filippo Meneghetti • Francia

- 2022
  - Drive My Car (Doraibu mai kā), regia di Ryūsuke Hamaguchi • Giappone
  - Flee (Flugt), regia di Jonas Poher Rasmussen • Danimarca
  - È stata la mano di Dio, regia di Paolo Sorrentino • Italia
  - Un eroe (Qahremān), regia di Asghar Farhadi • Iran
  - La persona peggiore del mondo (Verdens verste menneske), regia di Joachim Trier • Norvegia
- 2023
  - RRR, regia di S. S. Rajamouli • India
  - Niente di nuovo sul fronte occidentale (Im Westen nichts Neues), regia di Edward Berger • Germania
  - Argentina, 1985, regia di Santiago Mitre • Argentina
  - Bardo, la cronaca falsa di alcune verità (Bardo, False Chronicle of a Handful of Truths), regia di Alejandro González Iñárritu • Spagna
  - Close, regia di Lukas Dhont • Belgio
  - Decision to Leave, regia di Park Chan-wook • Corea del Sud
- 2024[1][2]
  - Anatomia di una caduta (Anatomie d'une chute), regia di Justine Triet • Francia
  - Godzilla Minus One (ゴジラ), regia di Takashi Yamazaki • Giappone
  - Perfect Days, regia di Wim Wenders • Giappone
  - La società della neve (La sociedad de la nieve), regia di J. A. Bayona • Spagna
  - Il gusto delle cose (La Passion de Dodin Bouffant), regia di Trần Anh Hùng • Francia
  - La zona d'interesse (The Zone of Interest), regia di Jonathan Glazer • Regno Unito

- 2025[3][4]
  - Emilia Pérez, regia di Jacques Audiard • Francia
  - Io sono ancora qui (Ainda estou aqui), regia di Walter Salles • Brasile
  - All We Imagine As Light - Amore a Mumbai (All We Imagine as Light), regia di Payal Kapadiya • India
  - Flow - Un mondo da salvare (Straume), regia di Gints Zilbalodis • Lettonia
  - Kneecap, regia di Rich Peppiatt • Irlanda
  - Il seme del fico sacro (Dāne-ye anjīr-e ma'ābed), regia di Mohammad Rasoulof • Germania